# Ismael Comas
Ismael Comas y Solanot (Mequinenza, 1 de diciembre de 1942) es un exfutbolista y entrenador español de la década de 1960.

## Trayectoria
El año 1958, con solo 15 años, debutó en la portería del Mequinenza CD en Tercera División. El mismo año recibió la opción de hacer una prueba con el FC Barcelona, que resultó satisfactoria. En total jugó nueve temporadas en el Barça, entre 1958 y 1967, formando parte del juvenil, amateur, el CD Condal y el primer equipo.
Jugó con las selecciones catalanas juvenil y amateur, así como con la selección española militar, llegando a disputar el Mundial Militar de 1966 donde terminó tercero. En el primer equipo no pudo disputar ningún partido oficial, únicamente, pues a la portería había jugadores como Salvador Sadurní, con solo dos años más que él.
Se marchó al CE Sabadell, donde llegó a ser cuarto clasificado en Primera División la temporada 1968-69, y como consecuencia disputó la Copa de Ferias la temporada siguiente. Acabó su carrera militando en la UE Sant Andreu, donde jugó durante seis temporadas. El lunes 13 de octubre de 1975 jugó con una selección catalana en el 75è cumpleaños del RCD Espanyol con resultado favorable para Cataluña de 2 a 3.
Una vez retirado ejerció como entrenador.